# 金人汉名
金太祖阿骨打崇尚漢文化，自称帝开始就起漢名，金国皇室的漢名均可看出其辈份。完顏一部的漢姓为「王」。

## 皇室漢名
金太祖阿骨打的同辈，皆以「日」字头的一个漢字为名：
- 金太祖完顏旻，名 阿骨打
- 金太宗完顏晟，名 吳乞買
- 辽王完顏杲，名 斜也
- 郓王完顏昂，名 吾都補

- 國論昊勃极烈完顏昱，名 蒲家奴

- 金穆宗子 完颜昌，名 撻懶
- 金穆宗子 金源郡王完颜勗，名 乌野

- 阿離合懣次子 完颜晏，名 斡論

- 金安帝六代孫 完顏杲，名撒離喝

- 金景祖弟孛黑之孫 完顏昂，名 奔睹

金太祖阿骨打的儿辈，皆以两个漢字为名，其中第一字为「宗」：
- 旻嫡长子 金徽宗完颜宗峻，名 繩果
- 旻长子 遼王完顏宗幹，名 斡本
- 旻二子 宋王完顏宗望，名 斡離不
- 旻四子 梁王完顏宗弼，名 兀朮
- 旻五子 金睿宗完顏宗堯（原名完顏宗辅），名 訛里朵
- 旻六子 陳王完顏宗雋，名 訛魯觀
- 旻七子 豐王完顏宗朝，名 烏烈
- 旻八子 衛王完顏宗強，名 阿魯
- 旻九子 蜀王完顏宗敏，名 阿魯補
- 旻子 趙王完顏宗傑，名 沒里野

- 晟长子 宋國王完顏宗磐，名 蒲魯虎
- 晟子 滕王完顏宗英，名 斛沙虎
- 晟子 虞王完颜宗伟，名 阿魯補
- 晟子 豳王完顏宗固，名 胡魯
- 晟子 代王完顏宗雅，名 斛魯補
- 晟子 徐王完顏宗順，名 阿魯帶
- 晟子 薛王完顏宗懿，名 阿鄰
- 晟子 原王完顏宗本，名 阿魯
- 晟子 豐王完顏宗美，名 胡里甲
- 晟子 畢王完顏宗哲，名 鶻沙

- 杲九子 完顏宗義，名 孛吉

- 撒改长子 秦王完顏宗翰，名 粘沒喝（粘罕）
- 撒改子 完顏宗憲，名 阿懒

- 阿離合懣孫 完顏宗尹，名 阿里罕
- 阿離合懣孫 完顏宗寧，名 阿土古

- 晏（斡論，訛論）子 完顏宗道，名 八十

- 金康宗長子 楚王完顏宗雄，名 謀良虎

- 勗子 完顏宗秀，名 撕里忽

- 闍母子 完顏宗敘，名 德壽

- 斡賽子 完顏宗永，名 挑撻

- 習不失孫 完顏宗亨，名 撻不也
- 習不失孫 完顏宗賢，名 賽里

- 昂（奔睹）子 完顏宗浩，名 老

- 景國公 完顏宗賢，名 阿魯

金太祖阿骨打的孙辈，一般以「亠」字頭或「大」字旁為名（其中「完顏元」除外）：
- 宗峻长子 金熙宗完顏亶，名 合剌
- 宗峻子 胙王完顏元，名 常勝

- 宗幹子 完顏充，名 神士懣
- 宗幹子 海陵王完顏亮，名 迪古乃
- 宗幹子 完顏兗，名 梧桐
- 宗幹子 完顏襄，名 永慶
- 宗幹子 完顏袞，名 蒲甲

- 宗尧子 金世宗完颜雍，改自完顏褎，名 乌禄

- 宗望子 完顏齊，名 受速
- 宗望子 完顏京，名 忽魯
- 宗望子 完顏文，名 胡刺

- 宗弼子 芮王完顏亨，名 孛迭

- 宗強子 完顏爽，名 阿鄰
- 宗敏子 完顏褒，名 撒合輦
- 宗傑子 鄧王完顏奭

- 金世祖曾孫 完顏衷，名 醜漢
- 金穆宗曾孫 完顏齊，名 掃合
- 金昭祖五世孫 完顏襄，名 唵

- 完顏卞，名 吾母
- 完顏膏，名 阿里剌
- 完顏弈，名 三寶
- 完顏稟，名 胡里改

金太祖阿骨打的曾孙辈，皆以两个漢字为名，其中第一字为「允」（避金顯宗讳为「永」）：
- 雍子 金顯宗完顏允恭，名 胡土瓦
- 雍子 衛紹王完顏永濟
- 雍子 鄭王完顏永蹈，名 銀朮可
- 雍子 潞王完顏永德，名 訛出
- 雍子 鎬王完顏永中，名 實魯剌
- 雍子 越王完顏永功，名 宋葛
- 雍子 豫王完顏永成，名 鶴野
- 雍子 夔王完顏永升，名 斜不出，一名 鶴壽

- 充子 完顏永元，名 元奴

金太祖阿骨打下推四代的玄孙辈，一般以「玉」字旁的一个漢字为名，或以两个漢字为名，其中第一字为「從」：
- 允恭子 金章宗完顏璟，名 麻達葛
- 允恭子 金宣宗完顏珣，改完顏從嘉，又改回完顏珣，名 吾睹補
- 允恭子 鄆王完顏琮，名 承慶
- 允恭子 瀛王完顏瑰，名 桓篤（《金史 卷59 宗室表》記載為完顏瓌，名 歡睹）
- 允恭子 霍王完顏瓚，改完顏從彝，名 阿憐
- 允恭子 瀛王完顏琦，改完顏從憲，名 吾里不
- 允恭子 溫王完顏玠，名 謀良虎

- 永濟子 完顏從恪
- 永濟子 完顏琚，名 猛安
- 永濟子 完顏瑄，名 按出
- 永濟子 完顏璪，名 按辰

- 永德子 完顏琰，名 斡論

- 永中子 完顏瑜，名 石古乃
- 永中子 完顏璋，名 神土門
- 永中子 完顏𤣱，名 阿思懣
- 永中子 完顏瑑，名 阿離合懣

- 永功子 完顏璐，名 福孫
- 永功子 完顏璹，名 壽孫
- 永功子 完顏琳，名 粘沒曷

- 永成子 完顏瑋，名 仁壽
- 永成子 完顏瑭，名 仁安

- 永升子 完顏璡，名 歡睹

金太祖阿骨打下推五代的玄孙辈，一般以两个漢字为名，其中第一字为「洪」或「守」：
- 璟子 完顏洪裕
- 璟子 完顏洪靖，名 阿虎懶
- 璟子 完顏洪熙，名 訛魯不
- 璟子 完顏洪衍，名 撒改
- 璟子 完顏洪輝，名 訛論

- 珣子 莊獻太子完顏守忠
- 珣子 金哀宗完颜守緒（改自完颜守禮），名 寧甲速
- 珣子 荊王完顏守純，名 盤都

- 完顏希尹孫 完顏守道，名 習尼列
- 完顏希尹孫 完顏守貞，名 左靨
- 完顏希尹孫 完顏守能，名 胡剌

## 民间漢姓
据《金史·金國語解》：「完顏，漢姓曰王。烏古論曰商。紇石烈曰高。徒單曰杜。女奚烈曰郎。兀顏曰朱。蒲察曰李。顏盞曰張。溫蒂罕曰溫。石抹曰蕭。奧屯曰曹。孛朮魯曰魯。移剌曰劉。斡勒曰石。納剌曰康。夾谷曰仝。裴滿曰麻。尼忙古曰魚。斡准曰趙。阿典曰雷。阿里侃曰何。溫敦曰空。吾魯曰惠。抹顏曰孟。都烈曰強。散答曰駱。呵不哈曰田。烏林答曰蔡。僕散曰林。朮虎曰董。古里甲曰汪。」

## 白号之姓和黑号之姓
金代女真族在长期发展的过程中，氏族比隋唐时期靺鞨族大大增加，姓氏也随之增加。金史记载，金代女真人共有115个姓氏。女真族姓氏特点是有"白号之姓"与"黑号之姓"的区别，并且分为四大支系。女真人姓氏"白号之姓"共分三个支系，99个姓氏。"黑号之姓"只有一个支系，16个姓氏。
據《金史·百官志》：「凡白号之姓，
- 完颜、温蒂罕、夹谷、陀满、仆散、朮虎、移剌荅、斡勒、斡准、把、阿不罕、卓鲁、回特、黑罕、会兰、沈谷、塞蒲里、吾古孙、石敦、卓陀、阿厮准、匹独思、潘术古、谙石剌、石古苦、缀罕、光吉剌，皆封金源郡。
- 斐满、徒单、温敦、兀林荅、阿典、纥石烈、纳阑、孛术鲁、阿勒根、纳合、石盏、蒲鲜、古里甲、阿迭、聂摸栾、抹拈、纳坦、兀撒惹、阿鲜、把古、温古孙、耨碗、撒合烈、吾塞、和速嘉、能偃、阿里班、兀里坦、聂散、蒲速烈，皆封广平郡。
- 吾古论、兀颜、女奚烈、独吉、黄掴、颜盏、蒲古里，必兰、斡雷、独鼎、尼厖窟窟亦作古、拓特、盍散、撒荅牙、阿速、撒刬、准土谷、纳谋鲁、业速布、安煦烈、爱申、拿可、贵益昆、温撒、梭罕、霍域，皆封陇西郡。

黑号之姓，唐括旧书作同古、蒲察、术甲、蒙古、蒲速、粘割、奥屯、斜卯、准葛、谙蛮、独虎、术鲁、磨辇、益辇、帖暖、苏孛辇，皆封彭城郡。」
元朝人姚燧《布色君神道碑》作“金有天下，诸部各以居地为姓。章庙病其书以华言为文不同，敇有司定著而一之，凡百姓。金源郡三十有八、广平郡三十皆白书；陇西郡二十有八、彭城郡十有六皆黑书。”，則金源、廣平屬白號，隴西、彭城並屬黑號。